# Acontiophorum niveum
Acontiophorum niveum is een zeeanemonensoort uit de familie Acontiophoridae.
Acontiophorum niveum is voor het eerst wetenschappelijk beschreven door Fautin, Eppard & Mead in 1988.